# Lobobasis prosodes
Lobobasis prosodes là một loài bướm đêm thuộc phân họ Arctiinae, họ Erebidae.